# Lolium lowei
Lolium lowei é uma espécie de planta com flor pertencente à família Poaceae. 
A autoridade científica da espécie é Menezes, tendo sido publicada em Gramin. Arch. Madeira 47 (1906).

## Portugal
Trata-se de uma espécie presente no território português, nomeadamente no Arquipélago da Madeira.
Em termos de naturalidade é endémica da Região Macaronésia.

## Protecção
Não se encontra protegida por legislação portuguesa ou da Comunidade Europeia.